# Uniwersytet w Asuanie
Uniwersytet w Asuanie – egipski uniwersytet w Asuanie. Został założony w 2012 roku. Wcześniej działał jako oddział Uniwersytetu South Valley.

## Wydziały
W ramach uczelni działa 15 wydziałów:
- Wydział Sztuk Pięknych,
- Wydział Edukacji Społecznej,
- Wydział Pracy,
- Wydział Inżynierii,
- Wydział Inżynierii Energetycznej,
- Wydział Medycyny Weterynaryjnej,
- Wydział Rolniczy,
- Wydział Pielęgniarstwa,
- Wydział Języków i Tłumaczeń,
- Wydział Lekarski,
- Wydział Ryb i rybołówstwa,
- Wydział Technologii komercyjnych,
- Wydział Archeologii,
- Wydział kształcenia specjalnego[1].

Uniwersytet zajmuje 51 w Webometrycznym Rankingu Uniwersytetów Świata w Egipcie.